# Pseudoprotella phasma
Pseudoprotella phasma gehört zur Ordnung der Flohkrebse.

## Aussehen
Sie wird bis zu 2,5 Zentimeter groß und ernährt sich von Plankton. Die Männchen sind in der Regel größer als die Weibchen.
Das zweite und dritte Beinpaar sind für den Fang von Beute umgewandelt, das vierte und fünfte Beinpaar sind dabei reduziert, das sechste bis achte Beinpaar dient der Fortbewegung.

## Vorkommen
Sie lebt vor den Britischen Inseln und im Ärmelkanal sowie im Golf von Biskaya, im Mittelmeer bis nach Griechenland, in der Nordsee, vor Spanien sowie um Südafrika.

## Lebensweise
Die Art lebt jagend. Sie leben bevorzugt auf Hydroidpolypen und verlassen diese nie. Dabei sind sie hervorragend getarnt.

## Systematik und Taxonomie
Der Flohkrebs wurde 1804 von George Montagu als Protella phasma beschrieben. Seit 1970 wird er zur Gattung Pseudoprotella gezählt.